# Baurua
Baurua ist ein Ort im zentralen Teil des pazifischen Archipels der zum Inselstaat Kiribati gehörenden Gilbertinseln nahe dem Äquator. 2020 wurden 256 Einwohner gezählt. Der Name bezieht sich wohl auf den Schiffstyp Proa, der in der lokalen Sprache als Baurua bezeichnet wird.

## Geographie
Der Ort liegt am Südende des Atolls Aranuka auf der Insel Buariki, in der Nähe des Bootskanals im Westen. Im Ort gibt es das Baurua Maneaba, ein traditionelles Versammlungshaus. 

## Klima
Das Klima ist tropisch heiß, wird jedoch von ständig wehenden Winden gemäßigt. Ebenso wie die anderen Orte der Gilbertinseln wird Baurua gelegentlich von Zyklonen heimgesucht.